# Microcebus lehilahytsara
Espèce
Statut de conservation UICN

 VU B1ab(i,iii) : Vulnérable
Répartition géographique
Microcebus lehilahytsara ou Microcèbe de Goodman est une espèce de lémuriens microcèbes endémique du centre-est de Madagascar. 

## Étymologie
Son nom spécifique, lehilahytsara, du malgache lehilahy, « homme » et tsara, « bon », lui a été donné en l'honneur de Steven Goodman, biologiste américain travaillant au musée Field de Chicago et spécialiste de Madagascar.

## Publication originale
(en) Roos & Kappeler in Kappeler, Rasoloarison, Razafimanantsoa, Walter et Roos, « Morphology, behavior and molecular evolution of giant mouse lemurs (Mirza spp.) Gray, 1870, with description of a new species », Primate Report, vol. 71,‎ 2005, p. 3-26. 